# جو چمپنس
جوزف ویلیام چمپنس (انگلیسی: Joseph William Champness؛ زادهٔ ۲۷ آوریل ۱۹۹۷) بازیکن فوتبال و رپر حرفه‌ای اهل نیوزیلند است که در پست وینگر بازی می‌کند.

## اوایل دوران بازی
چمپنس در سال ۲۰۱۴ به باشگاه کالج سنت پاتریک رفت و در آنجا کاپیتان تیم کالج بود. برادر کوچکتر او دانیل فرانسیس چمپنس برای مورتون بای یونایتد در پست هافبک بازی می‌کرد و کاپیتان باشگاه کالج نیز بود.

## بازی ملی
چمپنس در نیوزیلند از مادری فیلیپینی به دنیا آمد، و او را می‌توانست با لباس نیوزلند، استرالیا و فیلیپین در سطح بین‌المللی بازی کند.
او با لباس استرالیا در سطح جوانان بوده و عضو تیم تیم ملی فوتبال زیر ۲۰ سال استرالیا در قهرمانی زیر ۱۹ سال آسیا ۲۰۱۶ در بحرین بوده است.
در ۱۴ ژوئن ۲۰۲۱ اعلام شد که چمپنس دعوت تیم ملی نیوزلند پاسخ مثبت داده است. در ۲۵ ژوئن، چمپنس در تیم نیوزلند دعوت شد. برای شرکت در  المپیک ۲۰۲۰. او اولین بازی خود را برای تیم ملی نیوزیلند در ۱۲ اکتبر ۲۰۲۱ در یک بازی دوستانه مقابل بحرین انجام داد.